# What Just Happened
What Just Happened is een Amerikaanse filmkomedie uit 2008 onder regie van Barry Levinson.

## Verhaal
Ben is een filmproducent in Hollywood, die zowel in zijn beroeps- als in zijn privéleven een moeilijke tijd doormaakt. Hij heeft twee weken om zijn nieuwe film te draaien, zijn vorige film te monteren en de problemen met zijn ex-vrouw op te lossen.

## Rolverdeling
| Acteur                 | Personage      |
| ---------------------- | -------------- |
| Robert De Niro         | Ben            |
| Sean Penn              | Sean Penn      |
| Catherine Keener       | Lou Tarnow     |
| Bruce Willis           | Acteur         |
| John Turturro          | Dick Bell      |
| Robin Wright           | Kelly          |
| Stanley Tucci          | Scott Solomon  |
| Kristen Stewart        | Zoe            |
| Michael Wincott        | Jeremy Brunell |
| Jason Kravits          | Enquêteur      |
| Mark Ivanir            | Johnny         |
| Remy K. Selma          | Jimmy          |
| Christopher Evan Welch | Reclameman     |
| Lily Rabe              | Dawn           |
| Sam Levinson           | Carl           |